# Тровишкал (Сертан)
Тровишкал (порт. Troviscal) — район (фрегезия) в Португалии, входит в округ Каштелу-Бранку. Является составной частью муниципалитета Сертан. По старому административному делению входил в провинцию Бейра-Байша. Входит в экономико-статистический субрегион Пиньял-Интериор-Сул, который входит в Центральный регион. Население составляет 1134 человека на 2001 год. Занимает площадь 54,06 км².
Покровителем района считается Сан-Висенте (порт. São Vicente).